# Кресон (Пенсилванија)
Кресон (енгл. Cresson) град је у америчкој савезној држави Пенсилванија.

## Демографија
По попису из 2010. године број становника је 1.711, што је 80 (4,9%) становника више него 2000. године.
| Група             | 2000.         | 2010.         |
| Белци             | 1.605 (98,4%) | 1.683 (98,4%) |
| Афроамериканци    | 2 (0,1%)      | 6 (0,4%)      |
| Азијати           | 6 (0,4%)      | 4 (0,2%)      |
| Хиспаноамериканци | 12 (0,7%)     | 7 (0,4%)      |
| Укупно            | 1.631         | 1.711         |